# Neuville-lès-Vaucouleurs
Neuville-lès-Vaucouleurs ist eine französische Gemeinde mit 147 Einwohnern (Stand 1. Januar 2022) im Département Meuse in der Region Grand Est (bis 2015 Lothringen); sie gehört zum Arrondissement Commercy und zum Gemeindeverband Communauté de communes de Commercy-Void-Vaucouleurs.

## Geografie
Neuville-lès-Vaucouleurs liegt rund 39 Kilometer südwestlich von Nancy im Süden des Départements Meuse. Der Ort liegt am Canal de la Haute Meuse westlich der Maas, die streckenweise die östliche Gemeindegrenze bildet. Im Gegensatz zu vielen Gemeinden der Region sind nur geringe Teile der Gemeinde bewaldet (Bois de Neuville). Die Gemeinde besteht aus dem Dorf Neuville-lès-Vaucouleurs und wenigen Gehöften.
Nachbargemeinden sind Vaucouleurs im Norden, Chalaines im Nordosten, Sepvigny im Osten und Südosten, Burey-en-Vaux im Süden sowie Montigny-lès-Vaucouleurs im Westen.

## Geschichte
Wie alle Gemeinden der Gegend litt die Gemeinde im Mittelalter unter Konflikten. Die schlimmsten Verwüstungen richteten der Hundertjährige Krieg und der Dreißigjährige Krieg an. Der Name der heutigen Gemeinde wurde im Jahr 1011 unter dem lateinischen Namen Nova-villa erstmals in einem Dokument erwähnt. Im Mittelalter lag Neuville-lès-Vaucouleurs innerhalb der Champagne und gehörte zur Bailliage Chaumont. Von 1766 bis zur Französischen Revolution lag die Gemeinde im Grand-gouvernement de Lorraine-et-Barrois. Neuville-lès-Vaucouleurs gehörte von 1793 bis 1801 zum District Gondrecourt. Zudem seit 1793 zum Kanton Vaucouleurs. Die Gemeinde ist seit 1801 dem Arrondissement Commercy zugeteilt.

## Bevölkerungsentwicklung
Die Gemeinde teilt das Schicksal vieler Landgemeinden in Frankreich. Mit dem Beginn der Landflucht ab 1870 setzte diese später als in anderen Orten der Region ein. Vom Höchststand 1851 bis zum Tiefststand 1999 verminderte sich die Anzahl Bewohner um 70,9 Prozent. Ab der Jahrhundertwende ist die Bevölkerung wieder gewachsen (1999–2016: +22,1 Prozent).
| Jahr                       | 1962 | 1968 | 1975 | 1982 | 1990 | 1999 | 2006 | 2011 | 2019 |
| Einwohner                  | 273  | 215  | 178  | 164  | 153  | 145  | 170  | 193  | 174  |
| Quellen: Cassini und INSEE |      |      |      |      |      |      |      |      |      |

## Sehenswürdigkeiten

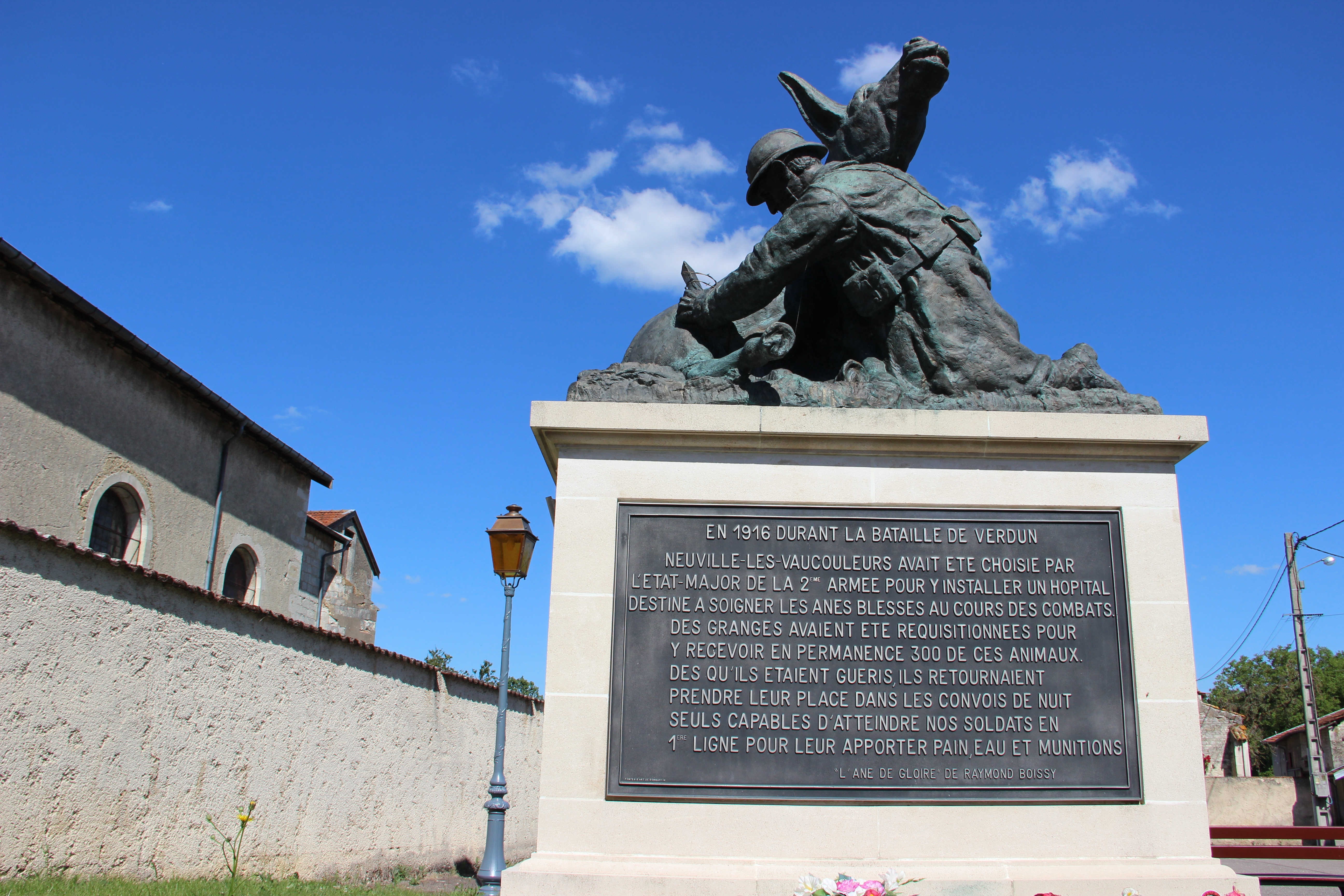
Denkmal für die im Ersten Weltkrieg im Einsatz für die Armee getöteten Tiere

- Kirche Saint-Amand aus dem Jahr 1713
- Denkmal für die Gefallenen[2]
- Denkmal für die im Ersten Weltkrieg im Einsatz für die Armee getöteten Tiere[3]
- ein Wegkreuz am Chemin de Montigny nordwestlich des Dorfs

## Verkehr
Die Gemeinde befindet sich an der D964. Diese und die wenige Kilometer nördlich verlaufende Route nationale 4 mit dem nächsten Anschluss in Void-Vacon sind die wichtigsten Verkehrsverbindungen für die Gemeinde.
Nächstgelegener Bahnhof ist Pagny-sur-Meuse an der Bahnstrecke Paris–Straßburg in rund 14 Kilometern Entfernung.